# Kožuhe
Kožuhe (szerbül: Кожухе), település Bosznia-Hercegovinában, a Szerb Köztársaság északi régiójában Doboj községben. 

## Fekvése
A település Bosznia-Hercegovina északi részén, Dobojtól légvonalban 14, közúton 20 km-re északra, a Trebava-hegység nyugati peremén, a Boszna-folyó jobb partján, 125-325 méteres magasságban található. A településen halad át az 1893-ban épült Doboj – Modriča út. 

## Népessége
| Nemzetiségi csoport | Népesség 1991 | Népesség 2013 |
| ------------------- | ------------- | ------------- |
| Szerb               | 1404          | 985           |
| Bosnyák             | 5             | 2             |
| Horvát              | 17            | 14            |
| Jugoszláv           | 32            | 2             |
| Egyéb               | 13            | 12            |
| Összesen            | 1471          | 1015          |

## Története
A régészeti leletek tanúsága szerint területén már a bronzkor óta, egészen a kőzépkorig voltak emberi települések. Lakói részt vettek az 1858-as trebavai török elleni felkelésben, melyet kegyetlenül levert a török hadsereg, amely utána napokig vadászott a felkelés résztvevőire. A felkelés kiváltó oka az volt, hogy körülbelül tíz évvel a felkelés előtt a török kormány elfogadott egy törvényt, amely enyhíti és igazságosabban szabályozza a jobbágyok és a bégek közötti kapcsolatokat. A bégek azonban nem tartották tiszteletben ezt a törvényt.
A település 1878-ig tartozott az Oszmán Birodalomhoz, ekkor a berlini kongresszus határozata alapján az Osztrák-Magyar Monarchia része lett. 1879-ben az első osztrák-magyar népszámlálás során a Gračanicai járáshoz tartozó településnek 144 háztartása és 843 ortodox lakosa volt. 1910-ben a Gračanicai járáshoz tartozó településen 241 háztartást és 1197 ortodox lakost találtak. A monarchia szétesésével 1918-ban előbb a Szerb-Horvát-Szlovén Királyság, majd 1929-től a Jugoszláv Királyság része lett. 1921-ben a Gradačac járáshoz tartozó községnek 1212 lakosa volt, melyből 1197 ortodox szerb és 15 római katolikus volt. Az 1929-es törvény értelmében, amikor Bosznia-Hercegovinát négy banovinára, Drinskára, Vrbaskára, Zetskára és Primorskára osztották, a település a Vrbaska banovina része lett, amelynek székhelye Banja Luka volt.
A második világháborúban Jugoszlávia megszállása után a Független Horvát Állam (NDH) része lett. A második világháború után 1992-ig a település a szocialista Jugoszlávia keretében a Bosznia-Hercegovinai Népköztársaság, valamint Gračanica község része volt. A boszniai háborút lezáró daytoni békeszerződés rendelkezése alapján az ország területét felosztották a Bosznia-hercegovinai Föderáció és a boszniai Szerb Köztársaság között. A békeszerződés utáni területmegosztási megállapodás értelmében a település a Boszniai Szerb Köztársasághoz és Doboj községhez került. 

## Nevezetességei
- Szent Illés próféta tiszteletére szentelt ortodox temploma. A templom 16x7,5 méteres. Építése 1971-ben kezdődött, és ugyanazon év szeptember 6-án Jovan Gajić szentelte fel az alapokat. Az építkezés befejezése után a templomot 1972. október 22-én Longin Tomić zvornik-tuzlai püspök szentelte fel. A régi márvány ikonosztázt a doboji Mile Kekić, a szerb-bizánci stílusú ikonokat pedig a modričai Aleksandar Vasiljević festette. Ezt a régi ikonosztázt egy új, Miladin Cvijanović által készített ikonosztáz váltotta fel. Az ikonosztázon lévő új ikonokat a čačaki Goran Pešić festette. A kozuhei ortodox plébániát 1882-ben alapították, Kožuhe és Skipovac falvak tartoznak hozzá.[8]

- Gradina – őskori erődítmény, valamint középkori vár és település maradványai a tágas dombtetőn, valamint a domb lejtőin a kutúrrátegben. A legrégebbi maradványok a késő bronzkorból származnak.[4]